# Cristóbal Parralo Aguilera
Cristóbal Parralo Aguilera (Priego de Córdoba, Andalusia, el 21 d'agost de 1967) és un exfutbolista i entrenador andalús. Jugava de defensa. Actualment és l'entrenador del Racing de Ferrol.

## Trajectòria esportiva

### Com a jugador
Cristobal es va formar a les categories inferiors del FC Barcelona, on va arribar al filial a la 86/87. L'any següent ja dona el salt amb el primer equip i debuta en lliga el 30 d'agost de 1987 davant de Las Palmas. Eixe any, hi disputa 20 partits i marca dos gols.
A l'any següent passa al Reial Oviedo, tot jugant 28 partits; i a la campanya 89/90 recala en el CD Logroñés on milita dues temporades i es fa amb la titularitat.
El bon paper a La Rioja possibiliten que el Barça el repesque la temporada 91/92, però no gaudeix d'oportunitats i només participa en onze partits. Tot i així, guanya la seua única lliga espanyola. Torna a Oviedo, on allà recupera un lloc titular en els tres anys que hi passa, disputant gairebé tot els matxs.
La temporada 95/96 s'incorpora al RCD Espanyol. A Sarrià segueix gaudint de minuts i bon joc i és una peça fonamental del club periquito en la segona dècada dels 90, fins a la 2000/2001 en la qual recau el seu rendiment.
Al juny del 2001 deixa l'Espanyol i marxa a la lliga francesa, al Paris Saint Germain, on passa dues temporades abans de penjar les botes.

### Com a entrenador
Cristobal debuta com a entrenador a la Penya Esportiva Santa Eulària d'Eivissa la temporada 2008-09 al Grup III de la Segona Divisió B. L'any següent és contractat pel Girona FC (Segona Divisió), club que només entrenara tres mesos fins que serà acomiadat pels mals resultats i el mal joc. Entre 2012 i 2016 entrena el CF Damm.
El 2016, comença a entrenar el Fabril, filial del Dépor. Després d'aconseguir l'ascens de l'equip a Segona B i de sumar 25 dels primers 30 punts a la categoria deixant l'equip a la primera posició del grup I, Parralo substitueix Pepe Mel com a entrenador del Deportivo de la Corunya el 24 d'octubre de 2017.
El 19 de juny de 2018, Parralo fou nomenat entrenador de l'AD Alcorcón de segona divisió. Va ampliar contracte l'octubre, fins al final de la temporada 2019–20, però va ser cessat un any abans i substituït per Fran Fernández.
Parralo va retornar a la mateixa categoria l'11 de novembre de 2019, substituint Iván Ania a la banqueta del Racing de Santander, que havia guanyat només un de 15 partits en tota la temporada.

## Selecció espanyola
Cristóbal va ser sis vegades internacional amb la selecció espanyola, entre 1991 i 1993. Va marcar un gol.